# Opilo abeillei
Opilo abeillei é uma espécie de insetos coleópteros polífagos pertencente à família Cleridae.
A autoridade científica da espécie é Korge, tendo sido descrita no ano de 1960.
Trata-se de uma espécie presente no território português.